# Operación Herbstreise

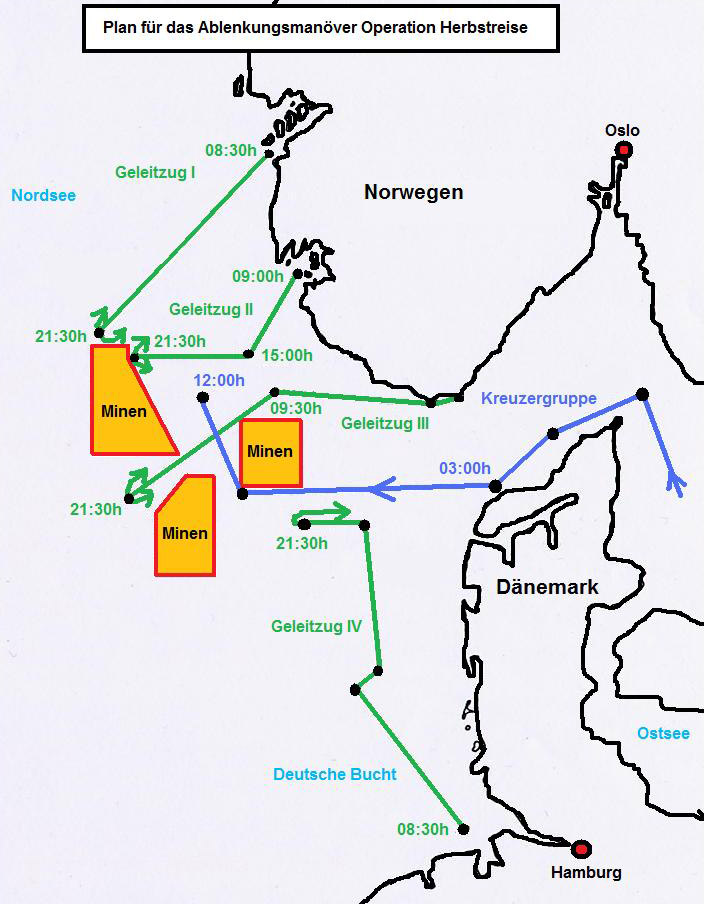
Operación Herbstreise

Durante la Segunda Guerra Mundial, la Operación Herbstreise (Viaje de Otoño en alemán) fue una serie de operaciones de engaño planificadas para apoyar la invasión alemana del Gran Bretaña (Operación León Marino). El plan consistiría en que un convoy de grandes transportes vacíos amenazarían con desembarcar en la costa este de Inglaterra mientras que la fuerza de invasión real sería transportada en pequeñas barcazas hasta la costa sur.
Dos días antes del desembarco real, los cruceros ligeros Emden (Kapitän zur See Hans Mirow), Nürnberg (Kapitän zur See Leo Kreisch con el Vizeadmiral Hubert Schmundt) y el Köln (Kapitän zur See Ernst Kratzenberg), el barco escuela de artillería Bremse y otras fuerzas navales ligeras escoltarían a los transatlánticos Europa, Bremen, Gneisenau y Potsdam, con 11 vapores de transporte, en la Operación Herbstreise (Viaje de otoño), una finta que simulaba un desembarco en la costa este británica entre Aberdeen y Newcastle. Después de dar la vuelta, la fuerza intentaría el desvío nuevamente al día siguiente si fuera necesario. (La mayoría de las tropas asignadas al desvío abordarían los barcos, pero desembarcarían antes de que saliera la fuerza naval).
Poco antes del comienzo de León Marino, el crucero pesado Admiral Hipper (Kapitän zur See Wilhelm Meisel), en espera en Kiel desde el 13 de septiembre de 1940, llevaría a cabo una salida de distracción en las cercanías de Islandia y las Islas Feroe.
El crucero pesado Admiral Scheer (Kapitän zur See Theodor Krancke) llevaría a cabo otra misión de distracción asaltando barcos mercantes en el Atlántico. (Es dudoso que este barco hubiera estado disponible a tiempo para la operación, ya que se sometía a extensas pruebas y entrenamiento de la tripulación en el Mar Báltico tras de una importante reparación en el astillero).